# Twisters
Twisters és una pel·lícula nord-americana estrenada el 19 de juliol de 2024 i dirigida per Lee Isaac Chung a partir d'un guió de Mark L. Smith. Produïda per Frank Marshall i Patrick Crowley, es descriu com un "nou capítol" de la pel·lícula Twister de 1996. La pel·lícula és protagonitzada per Daisy Edgar-Jones, Glen Powell i Anthony Ramos. Està distribuïda als Estats Units per Universal Pictures i a escala internacional per Warner Bros. Pictures. S'ha subtitulat al català.

## Argument
Un remake de la pel·lícula de 1996 Twister, centrada en un parell de caçadors de tempestes que arrisquen les seves vides en un intent de provar un sistema experimental d'alerta meteorològica.

## Repartiment
- Daisy Edgar-Jones
- Glen Powell
- Anthony Ramos
- Brandon Perea
- Daryl McCormack
- Maura Tierney
- Harry Hadden-Paton
- Sasha Lane
- Kiernan Shipka
- Nik Dodani
- David Corenswet
- Tunde Adebimpe
- Katy O'Brian

## Llocs externs
- Lloc Web oficial (en anglès)